# Antônio da Silva
Pour les articles homonymes, voir Antonio Silva et Silva.
Ne doit pas être confondu avec Antonio Da Silva.
Antônio da Silva ou Antônio, né le 13 juin 1978 à Rio de Janeiro, est un footballeur brésilien. Il évoluait au poste de milieu de terrain.

## Carrière
- 1997-1999 : Eintracht Francfort  Allemagne
- 1999-2003 : SV Wehen-Wiesbaden  Allemagne
- 2003-2006 : Mayence 05  Allemagne
- 2006-2008 : VfB Stuttgart  Allemagne
- 2008-2009 : Karlsruher SC  Allemagne
- 2009-2010 : → FC Bâle  Suisse
- 2010-2012 : Borussia Dortmund  Allemagne
- 2012-2013 : MSV Duisbourg  Allemagne[1]

## Palmarès
VfB Stuttgart
- Bundesliga (1) : 2007

 Borussia Dortmund
- Bundesliga (2) : 2011 et 2012

 FC Bâle
- Super League (1) : 2010
- Coupe de Suisse (1) : 2010